# Incisalia annetteae
Incisalia annetteae är en fjärilsart som beskrevs av Dos Passos 1943. Incisalia annetteae ingår i släktet Incisalia och familjen juvelvingar. Inga underarter finns listade i Catalogue of Life.